# Gloucestershire Constabulary
Gloucestershire Constabulary – brytyjska formacja policyjna, pełniąca funkcję policji terytorialnej na obszarze całego hrabstwa ceremonialnego Gloucestershire z wyjątkiem unitary authority South Gloucestershire, które znajduje się w jurysdykcji Avon and Somerset Constabulary. Według stanu na 31 marca 2012, służba ta liczy 1208 funkcjonariuszy.